# Dicranota forceps
Dicranota (Rhaphidolabis) forceps là một loài ruồi trong họ Pediciidae. Chúng phân bố ở vùng sinh thái Nearctic.